# Abū Ghurayb
Abū Ghurayb (arabiska: أبو غريب) är en distriktshuvudort i Irak.   Den ligger i distriktet Abu Ghraib District och provinsen Bagdad, i den centrala delen av landet, 20 km väster om huvudstaden Bagdad. Abū Ghurayb ligger 42 meter över havet och antalet invånare är 900 000.
Terrängen runt Abū Ghurayb är mycket platt. Runt Abū Ghurayb är det mycket tätbefolkat, med 1 463 invånare per kvadratkilometer. Det finns inga andra samhällen i närheten. Runt Abū Ghurayb är det i huvudsak tätbebyggt.